# Grabowo (powiat kolneński)
Grabowo – wieś w Polsce, położona w województwie podlaskim, w powiecie kolneńskim, siedziba gminy Grabowo.

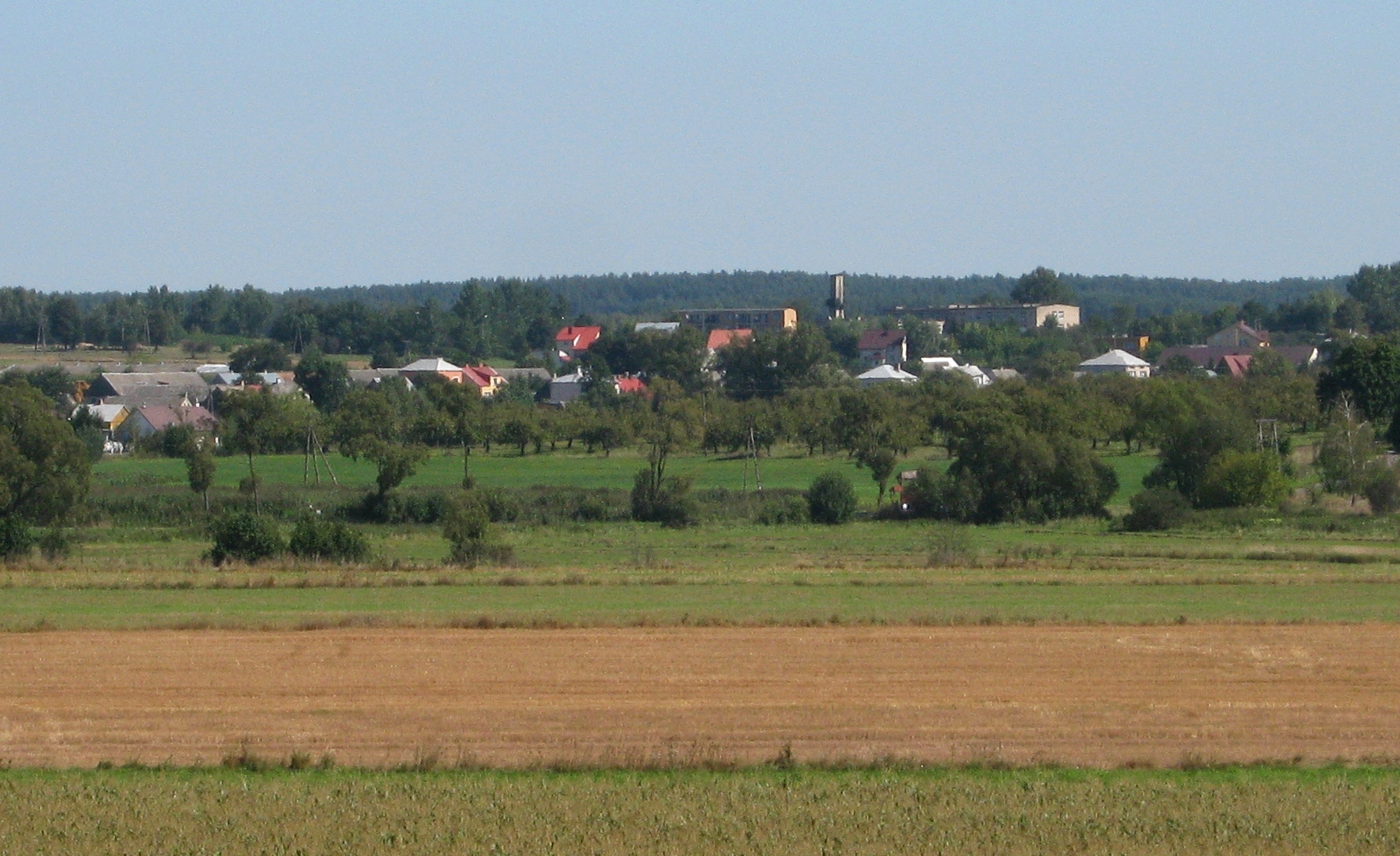
Grabowo – od strony zachodniej

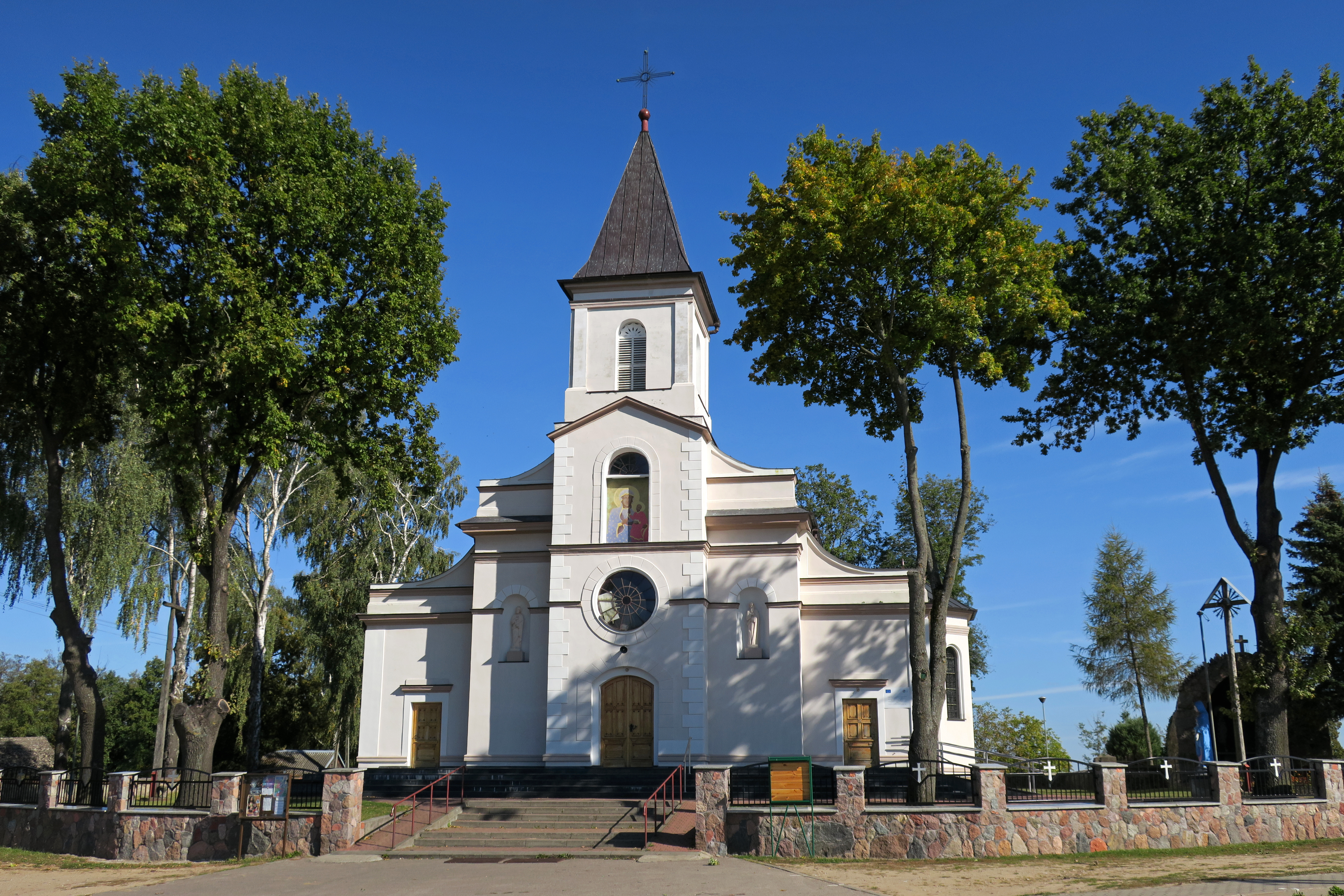
Kościół pw. św. Jana Chrzciciela

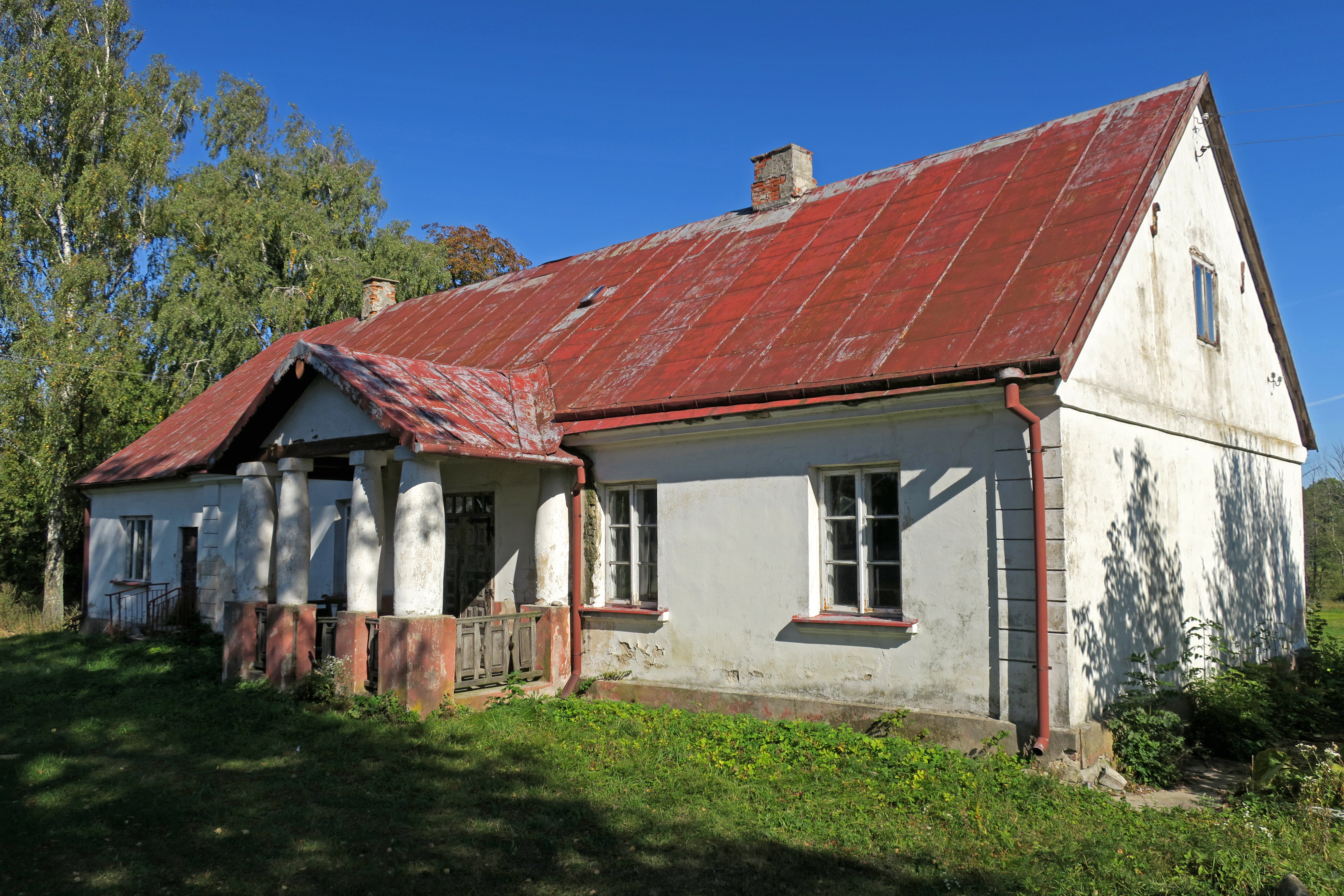
Zabytkowa plebania z 1859 roku

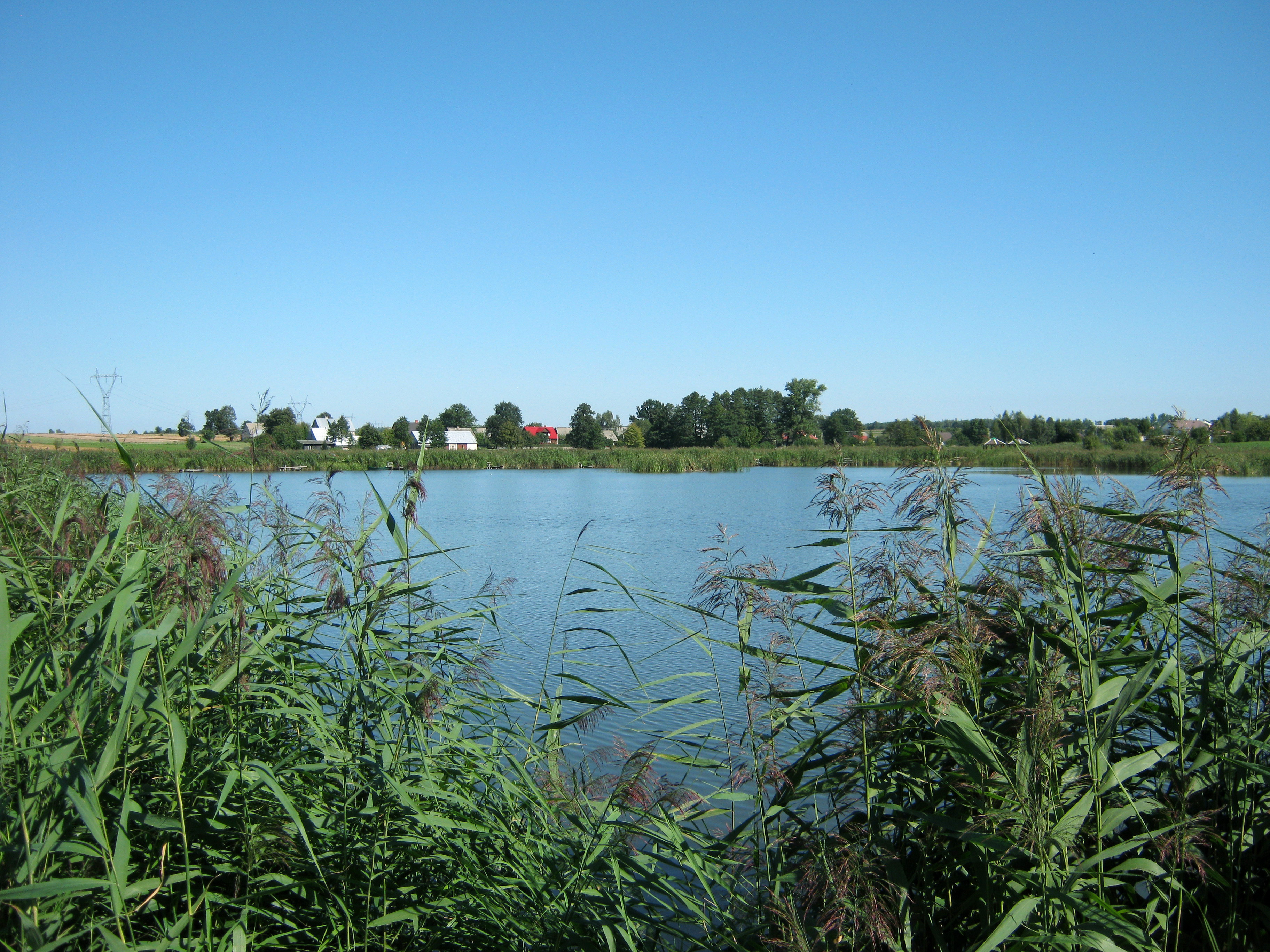
Staw

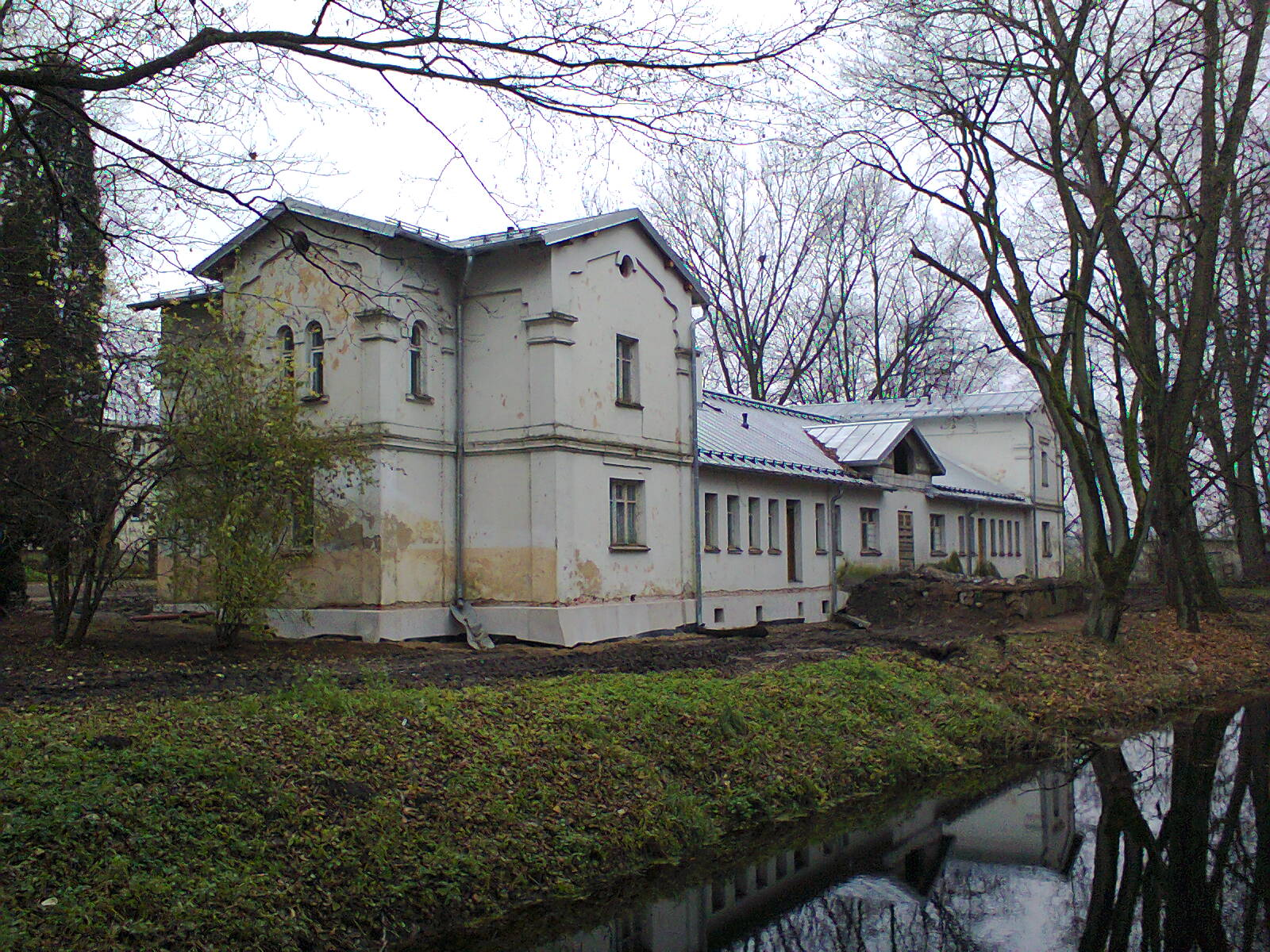
Klasycystyczny dwór Wagów wybudowany w latach 1852–1865.

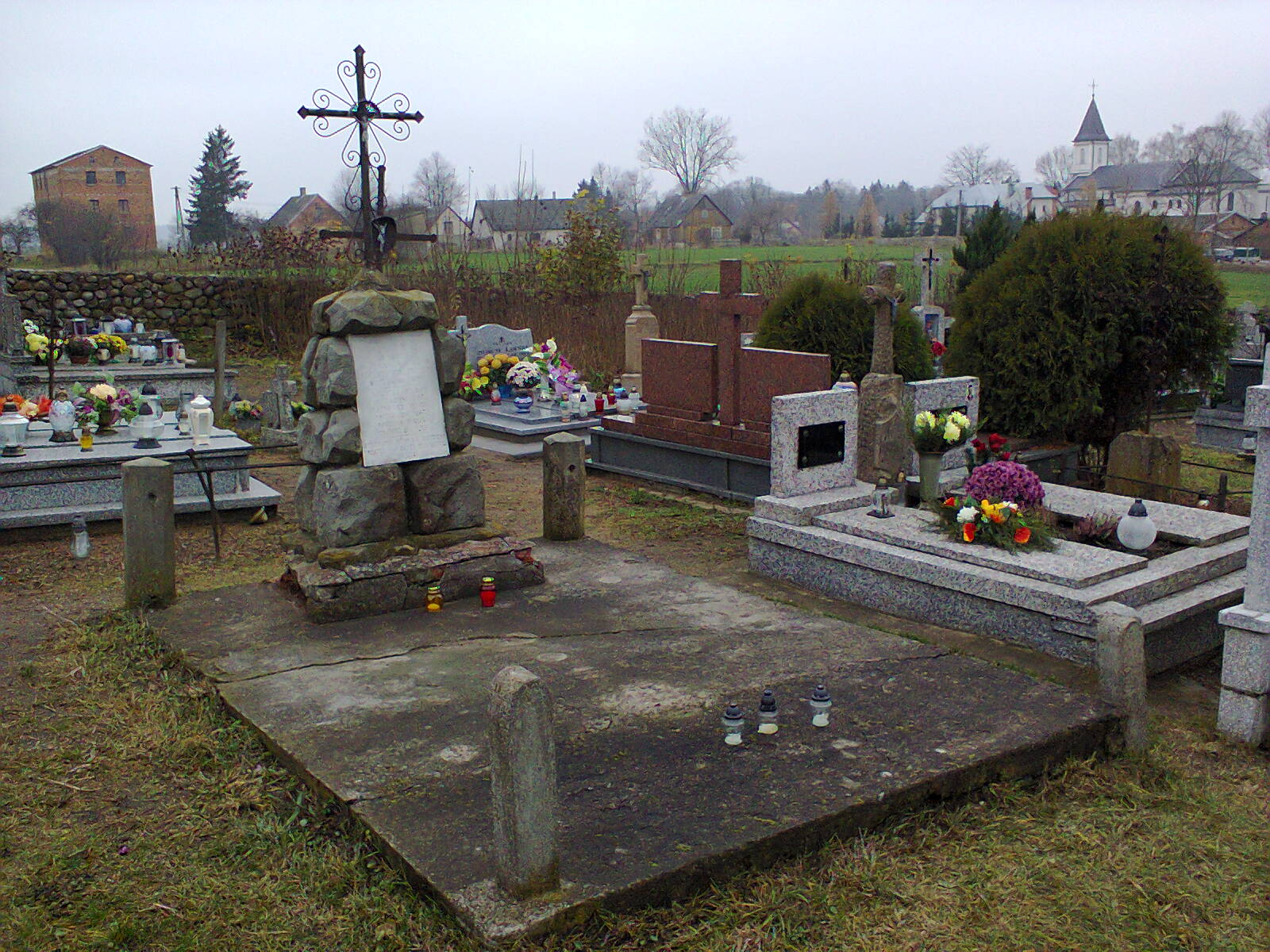
Grób rodzinny Wagów

Założona w późnym średniowieczu, w 1524 zyskała prawo chełmińskie, jednak lokacja jako miasta nie powiodła się, zdegradowany przed 1578 rokiem.
W latach 1954–1972 wieś należała i była siedzibą władz gromady Grabowo. W latach 1975–1998 należała administracyjnie do województwa łomżyńskiego.
We wsi znajduje się kościół, który jest siedzibą parafii św. Jana Chrzciciela. W strukturze kościoła rzymskokatolickiego parafia należy do metropolii białostockiej, diecezji łomżyńskiej, dekanatu Szczuczyn.

## Historia
Osada Grabowo powstała nad rzeczką Dobrzycą, blisko jej ujścia Skrody. Jej powstanie związane jest z początkiem i rozwojem osadnictwa za rządów księcia mazowieckiego Janusza I. W źródłach występuje od 1423 r. Wieś stanowiła własność grabowskich, następnie przechodziła w ręce Ławskich, Gutowskich i Szczuków. W pierwszej połowie XV w. Grabowo zostało własnością Stanisława Ławskiego. Dzięki jego staraniom wieś została podniesiona do rangi miasta, otrzymała prawa miejskie chełmińskie nadane w 1524 r. przez króla Zygmunta I. W 1539 r. Grabowo otrzymało potwierdzenie nadanych mu uprzednio praw i przywilejów, dodatkowo w 1546 r. ustanowiono targ na mięso. Wójt był uposażony w dwie włóki gruntu i 6 kramów – po dwie jatki rzeźnicze, kramy sukiennicze i szewskie. Mimo nadań i przywilejów Grabowo nie zdołało utrzymać swego miejskiego charakteru i pozostało wsią. W 1578 r. w rejestrze poborowym określone zostało jako wieś na 6 włókach z 8 zagrodami.
Do 1795 r. wieś należała do powiatu kolneńskiego ziemi łomżyńskiej w księstwie i województwie mazowieckim. Na przełomie 1783/1784 wieś leżała w parafii Grabowo, dekanat wąsoski diecezji płockiej i była własnością Bernarda Wagi, skarbnika wiskiego. W wyniku III rozbioru Polski znalazła się w granicach Prus Nowowschodnich, następnie od 1807 r. w Księstwie Warszawskim w departamencie łomżyńskim. Później Grabowo wraz z gminą swego imienia współtworzyło powiat szczuczyński w województwie augustowskim rozbiorowego Królestwa Polskiego.
Wieś wraz z folwarkiem w 1827 r. liczyła 154 mieszkańców zamieszkujących 22 domy, z końcem XIX wieku rozwinęła się do około 400 mieszkańców. Zajmowała 81 włók ziemi, znajdował się w niej murowany kościół parafialny, browar, szkoła i urząd gminny.
W 1919 r. znalazło się z całym powiatem szczuczyńskim w województwie białostockim.
W 1929 r. było tu 319 mieszkańców. Był tu warsztat kołodzieja, dwie kuźnie, olejarnia, cztery piekarnie, dwie rzeźnie i szewc. We wsi mieszkała akuszerka. Funkcjonowała gorzelnia „Grabowo” Z. Sokołowskiego.
W czasie II wojny światowej Grabowo znalazło się pod okupacją radziecką, a później pod okupacją niemiecką. Po II wojnie światowej gmina przechodziła różne koleje związane z podziałem administracyjnym. Z dniem 1 stycznia 1973 r. przywrócono gminę Grabowo.

### Urodzeni
W Grabowie urodzili się przyrodnicy Antoni i Jakub Wagowie, a także aktorka Bożena Dykiel.

## Zabytki
- Kościół parafialny pw. św. Jana Chrzciciela, 1825–1948, 1937, nr rej.: 61 z 28 kwietnia 1980[10].
- Plebania, 3 ćwierć XIX w., nr rej.: 129 z 28 kwietnia 1981[10].
- Zespół dworski, XIX w.[10]:
  - dwór, nr rej.: 130 z 28 kwietnia 1981;
  - park, nr rej.: 71 z 29 kwietnia 1980.

## Gospodarka
Większość mieszkańców Grabowa zatrudniona jest w rolnictwie. Dominującą uprawą są ziemniaki, żyto oraz owies. Ludność zatrudniona w usługach stanowi około 30% ogółu ludności czynnej zawodowo. Największe zakłady pracy w Grabowie to Zespół Szkół w Grabowie, Urząd Gminy i Bank Spółdzielczy.